# Pexels
Pexels ist eine Datenbank für Stockfotos und -videos. Die Website ging 2014 in Deutschland online und wurde 2018 inklusive der Betreibergesellschaft vom Unternehmen hinter der Grafikdesign-Plattform Canva übernommen.

## Geschichte
Pexels wurde von den Zwillingsbrüdern Ingo und Bruno Joseph in Fuldabrück, Hessen, gegründet. Die Brüder starteten die Plattform im Jahr 2014 in englischer Sprache, die deutsche Sprachversion erfolgte 2016. Die Grafikdesign-Plattform Canva übernahm Pexels im Jahr 2018. Durch den Zusammenschluss ist die Datenbank auch in der Canva-Anwendung verfügbar. Außerdem ist Pexels verfügbar als Application für iOS und Android und kann in verschiedenen Browsern und Programmen als Extension, Plug-in und Add-on verwendet werden.
Mit Stand April 2021 war die Webseite auf Platz 338 des globalen Alexa Ranking auffindbar.

## Inhalte
Pexels bietet Medien zum Download an und unterhält eine Bibliothek mit über 3,2 Millionen Fotos und Videos, die jeden Monat um etwa 200.000 Dateien wächst. Die Inhalte werden von den Nutzern hochgeladen und manuell überprüft. Die Nutzung und das Herunterladen der Medien ist kostenlos, die Website generiert Einnahmen durch Werbung für kostenpflichtige Stockdatenbanken. Es gibt auch eine Spendenoption für Benutzer, und die Nennung des Urhebers der Inhalte ist optional.

## Lizenz
Statt unter der Creative-Commons-Lizenz CC0 bietet Pexels die Medien unter einem eigenen Regelwerk an. Die Lizenz verbietet es dem Nutzer, unveränderte Kopien eines Fotos oder Videos zu verkaufen, die Bewerbung des eigenen Produkts durch Personen oder Marken in den Bildern zu implizieren und die Inhalte auf anderen Stock-Plattformen weiterzuverkaufen.